# Hedonisme
Hedonisme (af græsk ηδονή idoní "lyst") er læren om, at nydelsen er det højeste gode, og at mennesket i sidste ende kun handler for at opnå nydelse. Skolen blev grundlagt af Aristippos af Kyrene  og senere videreført og revideret af Epikur, der langtfra hengav sig til nogen hedonisme. Han definerede nydelse som fravær af uro i sjælen og smerte i legemet  og anbefalede i øvrigt mådehold som opskrift på et lykkeligt liv.
Udtrykket bruges i dag – let nedsættende – om en livsførelse, som er præget af sanselig nydelse af "livets goder": feinschmeckeri, libertinisme, sanselighed osv.